# Javier Cambre
Javier Cambre (nacido Xavier Cambre, San Juan, Puerto Rico) es un artista contemporáneo cuyo trabajo incluye diversos medios, tales como la fotografía, el video, la escultura, el collage y el texto. Hijo de padre español, Cambre es nieto por vía materna del poeta Evaristo Ribera Chevremont.
Luego de obtener un grado asociado en Ciencias y Matemáticas, estudió arquitectura en la Universidad de Puerto Rico ('Bachelor' en Diseño, magna cum laude) y en la Universidad Pontificia Bolivariana (título de arquitecto) en Colombia. En 1998 obtuvo la maestría en Bellas Artes de la School of the Art Institute of Chicago. En el año 2010 Cambre obtuvo la cátedra permanente en el departamento de arte y fotografía del Queensborough Community College de la City University of New York, en donde ha ejercido como profesor desde el año 2000.
Cambre ha exhibido su trabajo en diversos museos en Estados Unidos tales como: Whitney Museum (Bienal 2002), P.S. 1 Contemporary Art Center/MoMA, Brooklyn Museum, Sculpture Center, Center for Curatorial Studies en Bard College y Moore Space en Miami. El artista también ha exhibido en museos en España, Puerto Rico, Rusia y Argentina. Cambre ha sido otorgado estadías de Artista en Residencia en varias instituciones tales como: Headlands Center for the Arts (Sausalito, California) y National Studio Program en P.S. 1/MoMA, así como becas y premios por : New York Foundation for the Arts, National Association of Latino Arts and Culture,  New Jersey Council on the Arts y la Research Foundation of the City University of New York.
Su trabajo es parte de la colección del Whitney Museum.